# Salmeterol
El salmeterol es un fármaco agonista (parcial) del receptor adrenérgico beta 2 que se prescribe como tratamiento del asma y de la enfermedad pulmonar obstructiva crónica (EPOC). Está disponible al público como un inhalador de polvo seco, que libera la forma en polvo de dicho principio activo.

## Mecanismo de acción

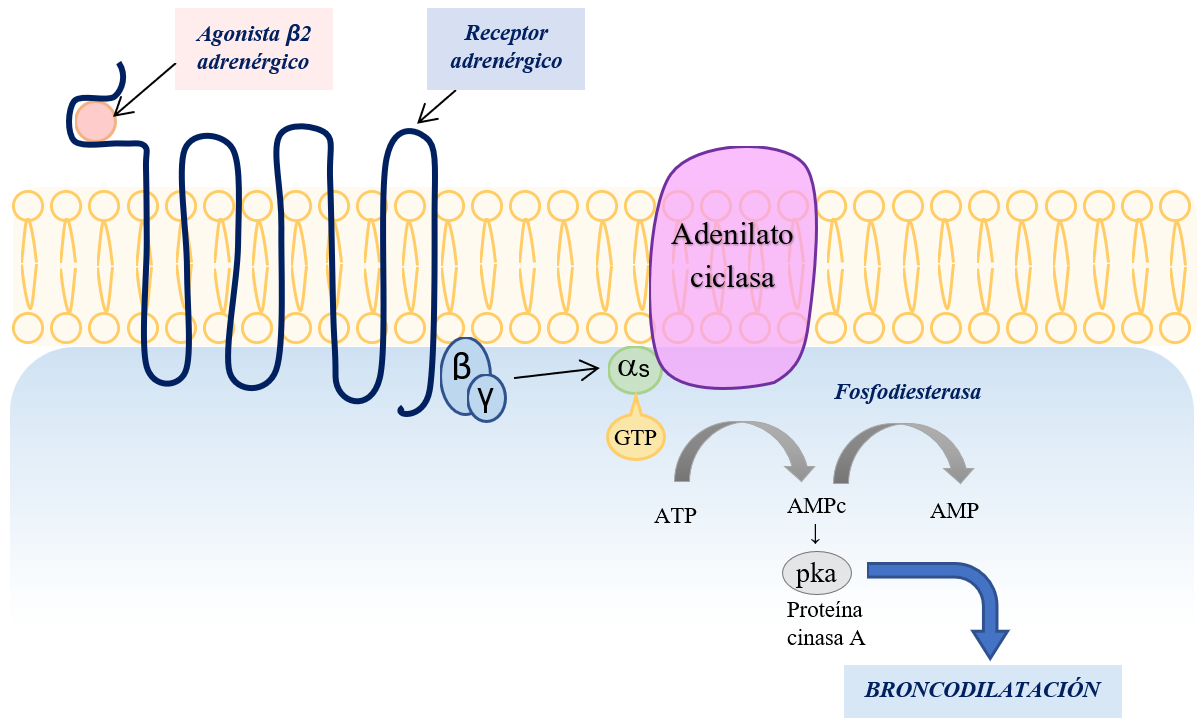
En las células musculares lisas (vía respiratoria), se activa la proteína cinasa A por acción del AMPc lo que provoca la fosforilación de proteínas intracelulares y la broncodilatación.

El salmeterol pertenece a un grupo de fármacos llamados agonistas beta 2. Estos fármacos estimulan los receptores beta 2 en la musculatura bronquial, provocando su relajación (broncodilatación) además de proteger contra la broncoconstricción. Actúan en la enzima adenil ciclasa, que aumenta la concentración de adenosín monofosfato cíclico (AMPc) al interior de las células.
La principal característica de salmeterol es su larga duración de acción prolongada, 12 horas o más como resultado de su alta liposolubilidad; a diferencia del salbutamol, que dura alrededor de 4–6 horas.
Debido a su interacción con los corticoesteroides inhalados se utilizan en conjunto para mejorar el control del Asma. No se recomienda el uso único (monoterapia) del salmeterol ya que no tiene acción antiinflamatoria. 

## Aplicación clínica
Su aplicación clínica se ve involucrada en el tratamiento para el asma y EPOC.
Formas farmacéuticas:
- Nebulizador y parenteral
- Inhalación en aerosol
  - Toxicidad: temblor, taquicardia
  - Sobredosis: arritmias[1]